# Ticăloșii (film din 2007)
Ticăloșii este un film românesc din 2007, regizat de Șerban Marinescu după un scenariu inspirat din romanul Ciocoii noi cu bodyguard al lui Dinu Săraru. Rolurile principale sunt interpretate de actorii Ștefan Iordache, Dorel Vișan, Horațiu Mălăele, Mircea Diaconu, Răzvan Vasilescu, Gheorghe Dinică, Monica Davidescu, Mircea Albulescu, Mitică Popescu, Valentin Popescu și Tomi Cristin.
Acțiunea filmului se concentrează în jurul unui om de afaceri influent, care finanțează campaniile electorale ale partidelor politice și care, fiind nemulțumit de faptul că partidul de guvernământ nu și-a onorat promisiunile preelectorale, decide să finanțeze opoziția la următoarele alegeri. Drept urmare, deținătorii puterii politice dispun arestarea lui și apoi îl elimină din combinațiile de afaceri.

## Rezumat
Acțiunea filmului se petrece în România din perioada de după Revoluția din decembrie 1989, o lume în care banul hotărăște și „stă la temelia fiecărui destin”. Principalul finanțator al partidului de guvernământ, omul de afaceri Dan Dumitru (Dorel Vișan), poreclit „Dandu Patricianul”, solicită elaborarea unei legi privind importurile care să-i faciliteze niște afaceri importante. Fiind purtat cu vorba de conducerea partidului aflat la putere, el decide să poarte discuții și cu principalul partid de opoziție, oferindu-i sprijin financiar cu condiția emiterii unei ordonanțe privind scutirea de TVA după venirea acestuia la putere. Serviciile secrete îl urmăresc însă pe Dandu și află de intențiile acestuia.
Prin intermediul unui senator de la partidul aflat în opoziție (Tomi Cristin), Dandu se întâlnește la restaurantul Jariștea cu generalul Dorobanțu (Răzvan Vasilescu), comandantul Gărzii Financiare și viitor candidat la președinția României din partea acelei formațiuni politice. Cei trei pun la cale declanșarea unui scandal care să scoată la iveală corupția de la conducerea țării și să declanșeze o serie de audieri în parlament ce ar duce la căderea guvernului. Discuția respectivă este înregistrată, iar consilierul prezidențial Didi Sfiosu (Ștefan Iordache) îl anunță pe președintele României (Ion Siminie). În perioada Revoluției, consilierul intrase printre primii în clădirea CC-ului și ieșise de acolo cu o geantă cu un milion de dolari cu ajutorul căruia fondase partidul. Discheta cu înregistrarea este trimisă apoi prim-ministrului României, Pompi (Horațiu Mălăele), pentru a afla și el de comportamentul duplicitar al lui Dandu.
Didi Sfiosu se întâlnește cu Dandu la restaurantul Jariștea și îl amenință voalat pe acesta că va suferi consecințe negative dacă va trăda partidul. Omul de afaceri i se plânge că nu mai are răbdare să aștepte promulgarea legii importurilor, el contribuind cu sume mari de bani la partid. Sosit și el acolo, Dincă Prejbeanu (Mircea Diaconu), consilierul primului ministru, stabilește o întâlnire între Dandu și primul ministru pentru seara următoare. Întâlnirea este infructuoasă, deoarece omul de afaceri afirmă că nu va mai plăti niciun ban la partid până ce guvernul nu își va respecta obligațiile asumate în campania electorală (ordonanțe, licențe, legea importurilor). Primul ministru îl avertizează pe Dandu, învinuindu-l că n-a jucat cinstit.
Nemulțumit de pretențiile financiare și de lăcomia lui Dandu, primul ministru decide să colaboreze cu politicianul Eftimie Belciug (Valentin Popescu), un fost ofițer de securitate sub acoperire care a rămas în străinătate înainte de Revoluție și a devenit apoi un om de afaceri prosper. Contactarea acestuia se face prin intermediului fostului securist Romanescu (Gheorghe Dinică), iar Belciug acceptă să colaboreze. În această situație, primul ministru dispune arestarea cu tam-tam a lui Dandu sub acuzația de spălare de bani, bancrută frauduloasă și trafic de influență, fără a-l informa pe președintele țării. Didi Sfiosu îl sfătuiește pe președinte să ceară eliberarea lui Dandu, care dispunea de acte compromițătoare, pentru a opri astfel luptele politice.
În semn de reconciliere, primul ministru organizează o vânătoare la care sunt invitați Dandu, senatorul de la partidul de opoziție și generalul Dorobanțu. Pompi îi convinge pe senator și pe jurnalistul Ionel Iancu (Marius Florea Vizante) să treacă în slujba partidului aflat la putere, în timp ce Dandu, chiar dacă devenise mai cooperant, este eliminat din combinațiile guvernului. Generalul se dovedește a fi intransigent și anunță că va candida ca independent la președinția României, amenințându-i că după alegeri va trimite dosarele de corupție la parchet. În timpul vânătorii, el este împușcat de un lunetist aflat la fereastra unui castel și uciderea sa este catalogată a fi un accident.
Dezgustat de comportarea abuzivă și ticăloasă a clasei politice, Didi Sfiosu, „eroul de la baricade”, organizează la groapa Glina o înmormântare simbolică a Revoluției Române. El își lasă acolo articolele vestimentare purtate la Revoluție (bandoul și fularul).

## Distribuție
- Ștefan Iordache — Didi Sfiosu, fost revoluționar, fondatorul partidului, consilier prezidențial
- Dorel Vișan — Dan Dumitru, poreclit „Dandu Patricianul”, om de afaceri lacom și fără convingeri politice
- Horațiu Mălăele — Pompi, prim-ministrul României (menționat Horațiu Mălăiele)
- Mircea Diaconu — Dincă Prejbeanu, consilierul prim-ministrului
- Răzvan Vasilescu — generalul Dorobanțu, comandantul Gărzii Financiare
- Gheorghe Dinică — Romanescu, fost ofițer de securitate
- Monica Davidescu — amanta lui Dandu, balerina de la Opera Română
- Mircea Albulescu — patronul restaurantului „Șarpele Roșu”, prietenul lui Didi Sfiosu
- Mitică Popescu — Marian, ospătarul șef de la restaurantul „Șarpele Roșu”
- Valentin Popescu — Eftimie Belciug, om de afaceri, fondatorul unui partid nou de opoziție, agent sub acoperire al DIE (menționat Vali Popescu)
- Tomi Cristin — senatorul partidului de opoziție
- Marius Florea Vizante — Ionel Iancu, ziaristul angajat de partidul de opoziție (menționat Marius Vizante)
- Nelu Ploieșteanu — el-însuși, cântăreț de muzică lăutărească și acordeonist
- Ion Siminie — Ionel, președintele României
- Marilena Botiș — agenta de legătură a lui Eftimie Belciug
- Andrei Tones
- Mir Faramarz
- Carmen Stanciu — proprietara restaurantului „Jariștea”
- Oana Cojocaru
- Bob Nicolescu
- Cristian Petroman
- Ionuț Mihăiță
- Nicolae Voiculescu
- Ioana Popa
- Gabriel Cristian
- Mihai Zamfirescu
- Sorin Dumitrache
- Ion Hurubae
- Aurelian Milan
- Marin Popescu
- Claudiu Oprescu
- Valeriu Preda — ospătar de la restaurantul „Șarpele Roșu”
- Teodor Mihai
- Ion Cutieru
- Cornel Alexandru
- Marius Alexandru
- Viorel Troacă
- Elena Dumitrescu
- Cătălin Ciurlău
- Ion Ciortan
- Marian Ciobanu
- Marcel Guguianu
- Liviu Teodor Samoilă
- Mircea Vintilă — el-însuși, cântăreț de muzică folk
- Doru Tufiș — el-însuși, cântăreț, interpretul cântecului „Oci ciornîe”
- Florentin Marinescu
- Radu Moraru — el-însuși, realizatorul emisiunii „Nașul” de la B1 TV
- Dan Diaconescu — el-însuși, proprietarul și directorul televiziunii OTV
- Marius Mihalache — el-însuși, cântăreț la țambal
- Emil Mihalache — el-însuși, cântăreț la vioară
- Dumitru Dobre — el-însuși, cântăreț la contrabas

## Personaje
Personajele din film au fost considerate de criticii de film ca reprezentative pentru viața politică din România postrevoluționară.
- Magnatul Dandu Patricianul (interpretat de Dorel Vișan) este omul de afaceri lacom și fără convingeri politice, care finanțează atât partidele aflate la putere, cât și pe cele din opoziție, doar pentru a-și realiza propriile interese: elaborarea unor legi care să-i avantajeze afacerile și să-l îmbogățească și mai mult.[2]

Interpretul lui, actorul Dorel Vișan, a caracterizat astfel personajul: „Recunoaștem acest personaj care s-a născut după Revoluția Română și care trăiește și astăzi mult mai bine cizelat, mult mai transformat și mai subtil în formele de manifestare, personajul acela care fură cu camionul, cu garniturile de tren, și nu cu buzunarul sau cu desaga. Acesta este personajul care s-a format în România după 1989, personaj care nu a existat niciodată în istroria românilor. E adevărat că s-a furat tot timpul, dar nu de asemenea proporții. Personajul meu fura legal, apărat de lege. [...] În film, personajul era un exponent, nu era numai un personaj, ci întruchipa pe mai mulți, ca și în Senatorul melcilor.”.
- Premierul (interpretat de Horațiu Mălăele) este omul politic dur „cu un machiavelism principial” și care nu știe de glumă și dispune arestarea abuzivă a oponenților doar pentru a-și arăta puterea.[2]
- Generalul (interpretat de Răzvan Vasilescu) este omul ranchiunos care vrea să se răzbune pe cei care l-au înlăturat de la împărțirea beneficiilor guvernării.
- Revoluționarul Didi Sfiosu (interpretat de Ștefan Iordache), consilier prezidențial, este considerat a fi un ticălos „mai moderat”, „un păcătos, dar cu suflet mare de român”, singurul care pare a avea „ceva demnitate sau cel puțin afect”.[2]
- Fostul securist (interpretat de Gheorghe Dinică) a fost catalogat ca fiind „necurăția întruchipată, parcă s-a născut cu țigara Bucegi în colțul buzelor, gata aprinsă”.[2] El este ticălosul care-și păstrează utilitatea în timpul tuturor regimurilor, deoarece cunoaște informații despre fiecare om important din țară.

Numele personajelor au fost catalogate de Andrei Gorzo ca „pitorești” și „sugestive”. Ele au fost inventate de Șerban Marinescu, care a abandonat unele nume „și mai idioate” din romanul lui Dinu Săraru. Spre exemplu, amanta lui Dandu, balerină la Opera Română, se numește Erotida în proza originară.
Deși la începutul filmului se afirmă că personajele nu au nicio legătură cu oameni reali, unii critici au descoperit totuși unele asemănări. Romanul a fost publicat în anul 2003, România fiind condusă atunci de președintele Ion Iliescu (alintat de cunoscuți cu numele de Ionel, ca și președintele din acest film) și de prim-ministrul Adrian Năstase (cunoscut sub porecla Bombonel). Omul de afaceri Dandu Patricianul a fost comparat cu Dinu Patriciu, premierul Pompi cu Adrian Năstase, Traian Băsescu sau chiar Călin Popescu Tăriceanu, generalul Dorobanțu cu generalul Mircea Chelaru (care purta și el barbă), iar Didi Sfiosu cu Dan Iosif.

## Producție
Scenariul filmului a fost scris de regizorul Șerban Marinescu, fiind inspirat din romanul Ciocoii noi cu bodyguard al lui Dinu Săraru, publicat de Editura RAO în 2003. Titlul romanului este asemănător cu Ciocoii vechi și noi (1862) al lui Nicolae Filimon. Filmul a avut titlul de lucru „Vânătoarea”, dar regizorul a renunțat la el după ce episodul vânătorii (care urma să fie punctul culminant al filmului) a fost plasat la final. La începutul filmului se află următorul anunț: „Avertisment! Întâmplările și personajele din această poveste nu au legătură cu realitatea, dar ca în orice poveste dacă n-ar fi nu s-ar povesti...”.
Șerban Marinescu regizase anterior filmul Magnatul (2004), după scenariul jurnalistului Bogdan Ficeac, cu care a deschis „capitolul marilor corupți ai perioadei postdecembriste”.
Filmul Ticăloșii a fost realizat de compania M.D.V. Film, cu sprijinul Centrului Național al Cinematografiei, regizorul Șerban Marinescu fiind membru al Colegiului Consultativ al CNC. Filmul a fost admis pe o listă suplimentară de zece filme, în afara celor zece filme declarate câștigătoare, primind o finanțare de la CNC de 2 miliarde de lei.
Regizor secund a fost Martha Marmeliuc. Șerban Marinescu a apelat în acest film la actori pe care-i mai folosise și în filmele precedente: Dorel Vișan, Gheorghe Dinică, Horațiu Mălăele și Răzvan Vasilescu. Dorel Vișan a afirmat că rolul Dandu Patricianul i-a plăcut inițial foarte mult, intuindu-i trăsăturile, dar regizorul a hotărât să modifice scenariul în urma unor „influențe din afară”, reducând ponderea personajului în film.
Muzica din film este interpretată de cântăreții Nelu Ploieșteanu, Mircea Vintilă și Doru Tufiș, iar partea instrumentală de Orchestra „Șarpele Roșu” condusă de Nelu Ploieșteanu. Post-procesarea video și audio a fost realizată în studioul MDV Audio Studio.
Realizarea filmului a beneficiat de sprijinul posturilor de televiziune Antena 1, B1TV și OTV, precum și a Parlamentului României, Primăriei sectorului 2, Primăriei Popești Leordeni, Poliției Popești Leordeni, Restaurantului Jariștea și al lui Cristian Țânțăreanu, Florentin Marinescu, Joly Kerestely și Cătălin Botezatu.

## Recepție
Filmul Ticăloșii a avut premiera la 16 martie 2007 și a fost vizionat de 9.159 de spectatori la cinematografele din România, după cum atestă o situație a numărului de spectatori înregistrat de filmele românești de la data premierei și până la data de 31.12.2007 alcătuită de Centrul Național al Cinematografiei. El s-a plasat pe locul 3 în clasamentul celor mai vizionate filme românești din anul 2007, pe primele două locuri aflându-se 4 luni, 3 săptămâni și 2 zile al lui Cristian Mungiu (cu 89.339 spectatori) și California Dreamin' (nesfârșit) al lui Cristian Nemescu (cu 22.681 spectatori).

### Aprecieri critice
Acest film a avut parte de recenzii mixte, în majoritate negative. Criticii de film au remarcat prezența unui număr mare de clișee (preluate din presa postdecembristă), superficialitatea în conturarea personajelor și lipsa de ritm a acțiunii. Catalogându-l pe Șerban Marinescu ca „nelipsit de nerv cinematic și de momente de elocință, dar fără relieful briant al predecesorilor”, Valerian Sava a afirmat că regizorul nu a încercat să se desprindă din capcana ecranizărilor operelor literare cu caracter didactic-propagandistic ale „nomenclaturii zilei”.
Punctul de plecare al filmului, romanul Ciocoii noi cu bodyguard, a fost considerat de criticul Andrei Gorzo drept o „proză mănoasă, irepresibilă, în care metaforele se tot împreunează împotriva naturii și proliferează ca metastazele”, în care personajele se remarcă prin limbuție răutăcioasă și clevetire. Filmul este catalogat drept „stupid și iresponsabil”, deoarece preia clișeele vehiculate frecvent de ziare și de televiziuni potrivit cărora întreaga clasă politică este coruptă, scena din final fiind considerată „o declarație cabotină de disperare”. Personajele sunt conturate în mod grosier, regizorul sperând a completa lipsurile prin distribuirea unor actori cunoscuți în rolurile principale.
Într-un articol din revista Observator cultural, criticul Mihai Fulger considera că Ticăloșii este „un film fără o poveste care să valorifice logica elementară a scenaristicii, lipsit complet de ritm și de tensiune”, care promite „«adevăruri», «dezvăluiri», «documente», «radiografii», «rapoarte» și alte bazaconii [...], dar nu [...] oferă decât două ore de plictiseală cruntă, dacă nu și de grețuri”. Printre criticile expuse de el sunt lipsa de consistență a personajelor (cu excepția lui Didi Sfiosu și a lui Dandu Patricianul), filmarea clasică cu abuz de prim-planuri și gros-planuri și publicitatea mascată a unor localuri, muzicieni, posturi și reporteri de televiziune. Singurul merit evidențiat de autor este „crearea unei atmosfere de opulență și depravare sau [...] zugrăvirea unei noi clase de parveniți, ai cărei reprezentanți sînt excesiv mediatizați și în realitate”.
Regizorul Mihnea Columbeanu (Pitbull) a menționat că filmul se caracterizează printr-un „schematism pueril” supralicitat, lipsa limbajului cinematografic expresiv, prezența unor secvențe arbitrare, imagine nereușită din nepriceperea de a folosi tehnica digitală, precum și scenografie și partituri muzicale care nu stârnesc emoții. Personajele sunt catalogate a fi „clișeatice, superficiale, neverosimile - și foarte cabotine! Construite în tușe groase, ba chiar grosiere”, precum și foarte guralive și false. Concluzia criticului este următoarea: „filmul e incredibil de obosit, anost, incolor, inodor și insipid, cu strigăte care sună a gol și cu cadre voit «stilate»”.
Jurnalista Iulia Blaga l-a catalogat drept un film plin de clișee despre oamenii politici și de afaceri corupți, care „nu are pretenția nici să emoționeze, nici să intrige, nici să revolte, nici să lumineze”. Laurențiu Brătan îl considera „un film fără forță, inutil politic”, „la fel de insipid ca talk-show-urile lui Radu Moraru sau Dan Diaconescu”.
Criticul literar Angelo Mitchievici scria într-un articol publicat în România literară că „filmul este cam prost” din cauza scenariului slab, a discursului șarjat care „lasă să se vadă tot mecanismul poveștii” și a frazelor pline de clișee. Potrivit criticului, „grotescul nu mai trebuie îngroșat, riscă altfel să transforme filmul în autoparodie. Încercarea de a realiza o frescă a culiselor politice românești rămâne la jumătatea drumului, în câteva momente și schițe regizorul a prins, totuși, esența democrației neaoșe, care aduce cu ceva între parfumul de mititei și cel de lupanar. [...] Finalul o dă cu oiștea în gard, melodramatic ca o curcă beată la barieră care deși vine trenul nu știe pe unde s-o ia.”. În ciuda criticilor formulate, filmul i-a plăcut totuși datorită actorilor care au jucat („una din cele mai bune distribuții”), a prezentării romantice și boeme a mahalalei politice și a muzicii relaxante cântate de Nelu Ploieșteanu cu Orchestra de la Șarpele Roșu.
Criticul Tudor Caranfil a dat filmului o stea din cinci și a făcut următorul comentariu: „Servicii Secrete controlate de Primul Ministru (Mălăele) îi surprind în ipostaze compromițătoare pe General (Vasilescu), pe Senator (Toni Cristin) cât și pe Magnat (Vișan). Acesta din urmă se face vinovat că joacă la 2 capete, finanțând și opoziția. Eliberat, după arestarea sa cu mascați și tot tacâmul TV, omul cu bani pare mai decis ca oricând să demaște jocurile Puterii. Premierul răspunde trimițându-i o aparent inocentă invitație la .. vânătoare!. Reportaj-pamflet la adresa luptelor politice din România postdecembristă, inspirat de romanul lui Dinu Săraru „Ciocoii noi cu bodyguard”. Cu acest film realizatorul se postează mai aproape ca oricând de obiectivul multor regizori din generația sa, jurnalistica, însoțită de versatilitatea-i caracteristică. La liziera dintre ficțiune și realitate, Marinescu își înconjoară acțiunea polițistă cu elemente de autenticitate perimată precum comentatori reali de TV, mediu care acoperă oricum un mare spațiu din imaginea cinematografică a filmului, cu VIP-uri smulse direct din realitate, de la Octavian Paler la Mircea Vintilă, Nelu Ploieșteanu și Dan Diaconescu (pe care un personaj îl și avertizează: „Vezi că iar îți închid ăștia postul!”), și cu alți corupți de elită. Intrigă neglijent improvizată cu personaje abstracte, denumite „Președintele”, „Consilierul primului ministru” etc. și pe care, ca scenarist, nu se mai ostenește să le individualizeze. Interpreții se joacă, plafonat, pe sine, fără datele psihologice necesare unei compoziții, căutând să afirme doar, conform sloganului de lansare al filmului, „cum banii fac politica și politica face banii”.”